# Kotchevnik
Kotchevnik is een geslacht van vlinders uit de familie van de Houtboorders (Cossidae). De wetenschappelijke naam en de beschrijving van dit geslacht zijn voor het eerst gepubliceerd in 2004 door Roman Viktorovitsj Jakovlev.
De soorten van dit geslacht komen voor in Azië.

## Soorten
- Kotchevnik baj Yakovlev, 2011
- Kotchevnik choui (Fang & Chen, 1989)
- Kotchevnik durrelli Yakovlev, 2004
- Kotchevnik modestus (Staudinger, 1887)
- Kotchevnik schablyai Yakovlev, 2004
- Kotchevnik tapinus (Püngeler, 1898)